# Czarno
Czarno – debiutancki album Macieja Balcara wydany w 1998 nakładem wytwórni Pomaton EMI.

## Lista utworów
1. "Ona przyjdzie" – 3:19
2. "Odwróceni" – 4:04
3. "Czarno" – 3:15
4. "Droga słowa" – 4:06
5. "Za bliski" – 2:53
6. "Moja rozmowa" – 4:12
7. "Bądź jak..." – 4:00
8. "Ukołysze" – 3:38
9. "Miłość na jedną noc" – 3:23
10. "Viga" – 4:14
11. "Dwa psy" – 3:31
12. "Sobie jestem" – 3:17
13. "Komu bije..." – 3:36
14. "Komu bije... (mix 2marx)" – 3:56

## Single promocyjne
1. "Komu bije..."
2. "Czarno"
3. "Moja rozmowa"
4. "Viga"

## Twórcy
- Maciej Balcar – śpiew
- Łukasz Golec – trąbka
- Paweł Golec – puzon
- Janusz Iwański – gitara akustyczna, gitara dwunastostrunowa
- Włodzimierz Kowalczyk – kaczka
- Jerzy Kwinta – gitara basowa
- Agnieszka Piotrowska – chórki
- Mateusz Pospieszalski – saksofon sopranowy, klarnet barytonowy, flet
- Katarzyna Pysiak – chórki
- José Torres – instrumenty perkusyjne
- Andrzej Waśniewski – instrumenty klawiszowe
- Paweł Zając – gitara